# Lucas Cavalcante Silva Afonso
Lucas Cavalcante Silva Afonso (Brasilia, 23 marzo 1996) è un calciatore brasiliano, difensore dell'América-MG.

## Caratteristiche tecniche
Gioca difensore centrale.

## Carriera

### Club
Ha giocato nella prima divisione brasiliana.

### Nazionale
Nel 2013 ha partecipato ai Mondiali Under-17. Nel 2015 ha invece partecipato ai Mondiali Under-20.